# AB Förenade Svenska Tändsticksfabriker
AB Förenade Svenska Tändsticksfabriker var ett svenskt tändsticksföretag, som grundades 1913 av Kreugerfamiljen med Ivar Kreuger som verkställande direktör.  
Det fanns vid sekelskiftet 1800/1900 ett stort antal tändsticksfabriker i Sverige. En första systematisk sammanslagning började 1902, när det "gamla" Jönköpings Tändsticksfabrik slogs samman med de av Fredrik Löwenadler ägda företaget Jönköpings Westra Tändsticksfabrik, Annebergs Tändsticksfabrik och Västerviks Tändsticksfabrik, samt med Uddevalla Tändsticksfabrik, till det "nya" Jönköpings Tändsticksfabriks AB, också kallad Jönköpingstrusten.
År 1903 slogs sex fabriker slogs samman i det gemensamma bolaget Jönköpings och Vulcans Tändsticksfabriks AB, med säte i Jönköping. Jönköping–Vulcan köpte 1904 A.O. Anderssons Fabriks AB (Vänersborgs Tändsticksfabrik) och 1913 Junebro Spånaskfabrik.
År 1913 bildade familjen Kreuger en andra tändstickskoncern, "Kalmartrusten", av åtta andra fabriker, bland andra de två i det av familjen Kreuger ägda AB Kalmar och Mönsterås Tändsticksfabriker (Kalmar Tändsticksfabrik och Mönsterås Tändsticksfabrik) och Fredriksdahls Tändsticksfabrik samt de sydsvenska företagen Gustafsbergs Tändsticksfabrik, Lovers Tändsticksfabrik och Nybro Tändsticksfabrik. Ivar Kreuger blev chef för AB Förenade Svenska Tändsticksfabriker. Samma år försökte Ivar Kreuger förmå Jönköpings tändsticksfabriker att bilda en enda trust genom att gå samman med AB Förenade Svenska Tändsticksfabriker, men detta avböjdes av jönköpingsföretaget. 
Andra tändstickstillverkare anslöts under de närmast efterföljande åren till endera koncern, vilket ledde till ett oligopol inom  den svenska tändsticksindustrin med två stora block av tillverkare.
Ivar Kreuger kunde 1917 med hjälp av Svenska Handelsbanken och Svenska Handelsbankens emissionsbolag köpa det större Jönköpings och Vulcans Tändsticksfabriks AB. Därmed bildades Svenska Tändsticks AB (STAB) med Kreuger & Toll som största ägare och med Ivar Kruger som vd.
År 1917 gick de två koncernerna samman och bildade Svenska Tändsticks Aktiebolaget (STAB), med Ivar Kreuger som chef. Det mer eller mindre skapade monopolet underlättade bland annat att lösa problemet med brist på råvaror under första världskriget. Den nya STAB-koncernen inkluderade också ett antal industrier med anknytning till tändstickstillverkning, som papperstillverkare, skogs- och träindustrier, tryckerier och vissa mekaniska verkstäder. Genom Kalmartrusten ingick till exempel från 1914 tändsticksmaskintillverkaren Siefvert & Fornander i Kalmar och från 1917 genom Kalmartrusten pappersbruket Katrinefors AB i Mariestad. 
Svenska Tändsticks AB blev ett monopol med ägande av samtliga tändsticksfabriker i Sverige, som då var i drift, och också var den ledande svenska tillverkaren av tändsticksmaskiner. Företaget expanderade därefter kraftigt utomlands på 1920-talet med tillverkande dotterbolag, i takt med att tullmurarna höjdes.
År 1980 bytte Svenska Tändsticks AB namn till Swedish Match AB.